# Pelophylax nigromaculatus
Espèce
Synonymes
- Rana nigromaculata Hallowell, 1861 "1860"
- Hoplobatrachus reinhardtii Peters, 1867
- Hoplobatrachus davidi David, 1873 "1872"
- Rana esculenta var. japonica Boulenger, 1882
- Rana esculenta var. nigromaculata (Hallowell, 1861)
- Rana nigromaculata schybanovi Terentjev, 1923
- Rana nigromaculata mongolia Schmidt, 1925

Statut de conservation UICN

 NT  : Quasi menacé
Pelophylax nigromaculatus est une espèce d'amphibiens de la famille des Ranidae.

## Répartition
Cette espèce se rencontre du niveau de la mer jusqu'à 2 200 m d'altitude :
- dans la moitié Est de la république populaire de Chine ;
- en Corée du Nord ;
- en Corée du Sud  ;
- au Japon ;
- dans l'est de la Russie dans les kraïs de Primorie et de Khabarovsk ;
- dans l'est du Turkménistan, où elle a probablement été introduite.

## Description

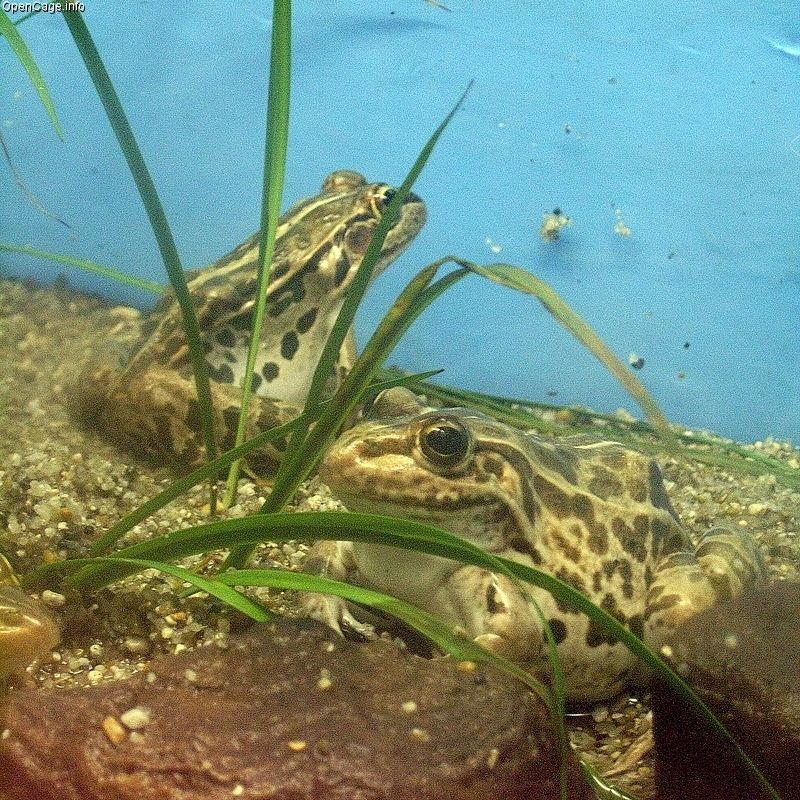
Pelophylax nigromaculatus

Pelophylax nigromaculatus mesure de 60 à 90 mm à l'âge adulte, les femelles étant plus grandes que les mâles. Ces derniers présentent une paire de sacs vocaux.

## Reproduction
La période de frai a lieu entre avril et juin. Les œufs sont déposés par grappes de 600 à 5 000.

## Publication originale
- Hallowell, 1861 "1860" : Report upon the Reptilia of the North Pacific Exploring Expedition, under command of Capt. John Rogers, U. S. N. Proceedings of the Academy of Natural Sciences of Philadelphia, vol. 12, p. 480-510 (texte intégral).